# Иеремия Джонсон
«Иеремия Джонсон» (англ. Jeremiah Johnson) — кинофильм режиссёра Сидни Поллака, вышедший на экраны в 1972 году. Сценарий фильма основан на романе Вардиса Фишера «Человек гор» (Mountain Man) и рассказе Рэймонда У. Торпа и Роберта Банкера «Убийца кроу» (Crow Killer).

## Сюжет
Иеремия Джонсон (Роберт Редфорд) решает покинуть равнины и уйти в горы, где его подстерегает полуголодное существование и угрозы со стороны гризли и индейцев. Он стремится целиком слиться с природой, противопоставляя себя так называемому «цивилизованному человеку». Со временем он вполне осваивается среди дикой природы, недружелюбных индейцев и трапперов.
Oн заручается поддержкой старого ловца "Медвежий коготь" Криса Лаппа ( Уилл Гир ), чтобы пережить свою первую зиму.
Позже он формирует дом с женщиной-индианкой, которyю еe отец называет по-французски «La Cygne» («Лебедь», «Swan» по-английски в исполнении Делле Болтон) и принимает ребенка кoтоpoмy дает имя Калеб ( Джош Олби ). Калеб (фильм не раскрывает настоящего имени), пережил резню своей семьи индейским рейдом. После того, как Калеб и Свон были убиты индейцами, Джонсон начинает ненасытный поиск мести.
Его месть и смелость делают его легендарной личностью.

## В ролях
- Роберт Редфорд — Иеремия Джонсон
- Уилл Гир — Медвежий Коготь
- Делль Болтон — Лебедь
- Джош Альби — Калеб
- Хоакин Мартинес — индеец
- Эллин Энн МакЛери — сумасшедшая женщина
- Стефан Гираш — Дель Гью

## Награды и номинации
- 1972 — номинация на приз «Золотая пальмовая ветвь» Каннского кинофестиваля